# Cộng hòa Xô viết Ukraina
Cộng hòa Xô viết Ukraina (tiếng Nga: Украинская Советская Республика, đã Latinh hoá: Ukrainskaya Sovetskaya Respublika tiếng Ukraina: Українська Радянська Республіка, đã Latinh hoá: Ukrainska Radianska Respublika) là một một nước cộng hòa Xô viết do những người Bolshevik Ukraina thành lập. Sau Đại hội Xô viết toàn Ukraina lần thứ hai, họ tuyên bố Ukraina Xô viết độc lập vào tháng 3 năm 1918, và sáp nhập Cộng hòa Nhân dân Xô viết Ukraina, Cộng hòa Xô viết Odessa, và Cộng hòa Xô viết Donetsk–Krivoy Rog thành một quốc gia.

## Lịch sử
Lịch sử của nền cộng hòa Ukraina với tư cách là Cộng hòa Xô viết Ukraina và chính phủ của nó bắt đầu từ ngày 24-25 tháng 12 năm 1917. Khi đó tại Kharkov, Đại hội Xô viết toàn Ukraina lần đầu tiên được tiến hành, họ tuyên bố Ukraina là một nước Cộng hòa Ukraina, Cộng hòa Nhân dân Xô viết Ukraina. Đại hội quyết định liên minh chặt chẽ với Cộng hòa Nga (cũng là Xô viết) và bầu ra Ban Chấp hành Trung ương (tiếng Ukraina: ЦВК).
Cộng hoà được cải tổ vào ngày 19 tháng 3 năm 1918, tại Đại hội Xô viết toàn Ukraina lần thứ hai ở Yekaterinoslav, sau khi Nga Xô viết ký kết Hiệp ước Brest-Litovsk vào ngày 3 tháng 3. Chính phủ Xô viết và những cư dân ủng hộ họ đã liên minh chặt chẽ với Cộng hoà Xô viết Nga. Sau chiến thắng của chính phủ Xô viết tại Ukraina, Cộng hòa Nhân dân Xô viết Ukraina chính thức được đổi tên thành Cộng hòa Xô viết Ukraina và sau đó là Cộng hòa Xô viết Xã hội chủ nghĩa Ukraina, trở thành một trong những nước đồng sáng lập Liên Xô.
Lực lượng quân sự của chính phủ Xô viết Ukraina thời đó được gọi là Quân đội Cossack Đỏ, sau này là một phần hợp nhất của Hồng quân Liên Xô.
Nước cộng hòa thống nhất Cộng hòa Nhân dân Xô viết Ukraina, Cộng hòa Xô viết Donetsk–Krivoy Rog và Cộng hòa Xô viết Odessa thành một phần của Nga Xô viết. Tuy nhiên, các lực lượng của Liên minh Trung tâm và Cộng hòa Nhân dân Ukraina nhanh chóng tràn qua khu vực.
Vào ngày 18 tháng 4 năm 1918, tại Taganrog, phiên họp tiếp theo của Ban Chấp hành Trung ương Xô viết thông báo rằng chính phủ Ukraina Xô viết, Ban Chấp hành Trung ương Ukraina và Ban Bí thư Nhân dân giờ đây được hợp nhất thành "Cục Ukraina" để chỉ đạo cuộc đấu tranh nổi dậy chống lại quân Đức chiếm đóng.